# Ramón Pedrós
Ramón Pedrós Martí (Lérida, 17 de agosto de 1947-Cambrils, Tarragona, 28 de septiembre de 2021) fue un periodista, editor, poeta, ensayista y profesor universitario español.

## Biografía
Licenciado en Filosofía y Letras en la Universidad de Comillas, cursó después periodismo en la Escuela Oficial y amplió su formación en el Instituto de Estudios Europeos de la Universidad Libre de Bruselas y en Bolonia. Se incorporó como redactor al diario ABC en 1971, compaginando su trabajo periodístico con el de profesor en la recién creada Facultad de Ciencias de la Información de la Universidad Complutense de Madrid (1970-1975). En septiembre de 1976 pasó a ser el primer corresponsal de ABC en Moscú al inicio de la Transición democrática, ocupando también la delegación de Televisión Española en la misma ciudad. Ya en 1980 fue corresponsal y delegado de TVE en Washington y tres años más tarde en Bruselas.
Tras dos años en la dirección de la delegación de la Agencia EFE en Cataluña (1986-1988), fue nombrado por el presidente de la Generalidad de Cataluña, Jordi Pujol, director del gabinete de prensa de la Presidencia, puesto en el que permaneció diez años. Al abandonarlo, ocupó la subdirección del Grupo Recoletos, dirigió Metro News en España y el Diari de Tarragona.

## Publicaciones
Como escritor, su obra más extensa y reconocida es la poética con Dos hachas contra la muerte (1970), El río herido (1972), Los cuatro nocturnos y una lenta iluminación cerca de Cherbourg —con el que ganó el Premio «Leopoldo María Panero» de poesía— o Los poemas de Tamara (1982).
De sus ensayos, destaca la trilogía dedicada al tiempo que fue jefe de gabinete en la Generalidad catalana con La volta al món amb Jordi Pujol (2002), Jordi Pujol a les espanyes: de Madrid al Tròpic de Capricorn (2003) y Jordi Pujol, cara y cruz de una leyenda, compendio de los anteriores (2004).